# Herb Morand
Herbert "Herb" Morand (1905 - 23 de febrero de 1952) fue un trompetista de jazz, asociado a la escena jazz de Nueva Orleans.

## Biografía
Morand, que fue medio-hermano de la cantante Lizzie Miles, comenzó a tocar la trompeta a la edad de 11 años tras escuchar a King Oliver. Comenzó profesionalmente tocando con Nat Towles en Nueva Orleans y más tarde se mudó a Nueva York donde tocó con Cliff Jackson. Regresó a Nueva Orleans para tocar con Chris Kelly y en 1929 se trasladó a Chicago donde tocó con la Beale Street Washboard Band junto a Johnny Dodds. Entre 1935 y 1938 formó parte de los Harlem Hamfats como principal solista interpretando blues, swing jazz y música country.
En 1941 Morand regresó a Nueva Orleans, donde lideró su propia banda además de integrar la banda de George Lewis. A comienzos de los 50 se retiró debido a una enfermedad y finalmente falleció el 23 de febrero de 1952.